# Seznam zeměplošských postav
Toto je seznam nejdůležitějších postav z knih o Zeměploše Terryho Pratchetta:

## Albert
Albert (celým jménem Alberto Malich, narozen roku 1222, zmizel a stal se Smrťovým pomocníkem roku 1289) je na Zeměploše jedním z největších mágů. Je hubený a na jeho rudém nose do skoby mu neustále visí kapka. Jeho chůze působí trhavě. Na svět mžourá přes vršky svých půlkruhových brýlí. Nosí ošuntělé oblečení a bezprsté rukavice.
Založil slavnou opěvovanou a nenáviděnou Neviditelnou univerzitu. Od jejího založení se počítá čas na Zeměploše. Jako většina mágů si byl vědom, že zemře. V okamžiku, kdy mu do konce života zbývalo už jen 91 dní, 3 hodiny a 5 minut se ztratil. Provedl totiž obřad AškEnte pozpátku, to se mu sice povedlo, ovšem smrti se nevyhnul, jak očekával, ale dostal se do Smrťovy říše.
Nyní žije se svým Mistrem v jeho říši, kde neplyne čas, vaří mu snídaně, dohlíží na účetní knihu, aby jeho pán nepřišel na schůzku pozdě nebo dokonce brzo. A stará se o Smrťova koně Truhlíka. Na svět se již bez Smrtě nevrací, protože mu zbývá už jen pár sekund života, ale dříve se vracel například pro nákupy, naposledy se vracel kvůli svému pánovi, který byl tak nějak indisponován. Neuznává žádné jídlo, které se nedá osmažit v oleji. Je vynálezce a jediný konzument pečené ovesné kaše. Nesnáší nepořádek a osobní otázky a i když působí jako mrzout, je ochotný.

## Angua
Delfína Angua von Überwald (v originále Delphine Angua von Überwald) je seržantka Ankh-Morporkské městské hlídky.
Narodila se v jedné z nejaristokratičtějších rodin Überwaldu, ale fakt, že její rodina je naprosto nesnesitelná a celkové podnebí v Überwaldu klidnému životu velmi nepřející, ji donutil v dospělosti odejít do Ankh-Morporku. Tam vstoupila do městské hlídky, která si jí velmi cení pro její houževnatost, samostatnost, obětavost a především vynikající čich. Je to totiž velmi chytrá a pěkná vlkodlačice... Její více než příjemný fyzický vzhled vedl některé příslušníky hlídky k vtípkům o tom, že zločinci budou stát fronty, aby je mohla zatýkat právě ona; nicméně díky své síle a striktnímu přístupu k výkonu svého povolání se naopak stala jedním z nejobávanějších strážců pořádku pracujících v Hlídce.
Má hezký a vcelku trvalý vztah s kapitánem Karotkou, i když mnoho lidí se mírně podivuje nad tím, jak s někým tak naivním a poněkud dětinským vydrží žít. Angua si občas nicméně není jistá, zda sám Karotka pod svou dobromyslností neukrývá něco víc. Zvláště ve velmi vyhrocených a nebezpečných situacích, kdy více než polovina úspěchu je právě v této Karotkově zbrani, se její pochyby o Karotkově bezelstném způsobu uvažování vždy znovu ozývají. Svou zkušeností a jistou životní protřelostí (která však nedosahuje ani zdaleka cynismu velitele Elánia) nicméně v každodenním životě částečně kompenzuje jistou nezralost svého drahého partnera. Ačkoliv to zřejmě i ji samotnou překvapilo, v okamžiku, kdy o Karotku začala projevovat zájem nová ženská příslušnice Hlídky, vyvolalo to v ní až nečekanou žárlivost. To by mohlo svědčit o tom, že již překonala určité pochybnosti, které měla o budoucnosti jejich soužití, jež je přece jen trochu složitější než mezi obyčejnými lidmi.
Ve své lidské formě je přísnou vegetariánkou, ve své vlčí podobě má nicméně mírnou slabost pro slepice. Velmi jasně si však uvědomuje svou odlišnost od normálních vlků a jako projev zodpovědnosti za své chování za ně předem poškozenému majiteli vždy zaplatí.

## A’Tuin
Velká A’Tuin je příslušník fiktivního druhu Chelys galactica. Je to obří želva, měřící 16 000 km, která se zvolna pohybuje vesmírem a na svém krunýři, pokrytém zmrzlým metanem a zbrázděném nárazy meteoritů, unáší čtyři gigantické slony (pojmenované Berilia, Tubul, T'Phon Veliký a Jerakeen), na jejichž hřbetech spočívá obrovský otáčející se kotouč Zeměplochy. A'Tuin je jediná želva, která má své místo i na Hertzsprungově–Russellově diagramu.
Jakého je A'Tuin pohlaví, není obyvatelům Zeměplochy známo, neboť se jim vzhledem k uspořádání jejich světa dosud nepodařilo pohlédnout na velkou vesmírnou želvu zespodu. K této otázce existuje mezi zeměplošskými učenci řada teorií, které není záhodno pomíjet jako okrajovou záležitost, vždyť pokus A'Tuin o páření s jiným příslušníkem svého druhu by mohl znamenat ohrožení celé Zeměplochy.
V knize Lehké fantastično putuje Velká A'Tuin na vesmírnou obdobu pláže, kde se na závěr příběhu z osmi obřích vajec líhne jejích osm potomků, malých vesmírných želv velikosti asteroidu, každá s vlastní maličkou Zeměplochou. Malá želvata se pak za její přítomnosti vydávají na svou vlastní pouť vesmírem.
Mimo cyklus zeměplochy se A'Tuin také objevila v jedné epizodě druhé řady japonského anime Those who hunt elves.

## Barbar Cohen
Barbar Cohen (v originále Cohen the Barbarian, občanským jménem Čingis Cohen, v originále Ghenghiz Cohen) je největší hrdina Zeměplochy: putuje po celé Ploše, zachraňuje panny v nesnázích (načež je jejich panenství zbavuje), poráží šílené kněze temných kultů, nachází starodávné poklady a tak dále. Jeho věk (přibližně devadesát let, nicméně ani on sám neví přesně, jak je starý) ho v tom omezuje jen mírně. Cohen vypadá jako starý, hubený muž s dlouhým plnovousem, který sahá až k jeho bederní roušce, s páskou přes jedno oko. Jeho zubní protézy jsou vyrobeny z trollích zubů, které tvoří čisté diamanty.
Cohen přežil ze starého světa plného hrdinských bitev do světa moderního, který povětšinou zůstává v míru, dožil se vysokého věku, ač se to od lidí jeho povolání neočekává, ale přesto se stále snaží žít jako anachronický barbarský hrdina. V románu Zajímavé časy se stal císařem Achátové říše, kterou dobyl spolu se svou Stříbrnou hordou (parodie na Čingischánův mongolský chanát Zlatá horda), složenou z jemu podobných zestárlých hrdinů. V románu Poslední hrdina se Cohen a Stříbrná horda vydali za zeměplošskými bohy, aby jim oplatili vše, co jim bohové v životě způsobili. Po nepříliš úspěšném pokusu o zničení hory Cori Celesti, na níž bohové sídlí, on i celý zbytek Stříbrné hordy zemřeli. Nenechali se tím nijak omezit a když pro ně přijely valkýry na cestu do Valhally, tak jim ukradli koně a vydali se na cestu do jiných světů.
Původně šlo o parodii na fantasy hrdinu barbara Conana, jde o zestárlého, ale stále mocného barbarského hrdinu. Jeho jméno Cohen (v anglofonním prostředí běžné židovské jméno) je odvozeno patrně od jména Pratchettova přítele a spoluautora, biologa Jacka Cohena, jeho křestní jméno je odvozeno ze jména mongolského vládce Čingischána.

## Bábi Zlopočasná
Bábi (Esmeralda) Zlopočasná, v originále Granny (Esmerelda) Weatherwax je člověk, čarodějka z hor Beraní hlavy.
 Nejlepší zeměplošská čarodějnice jako jediná dokázala vstoupit do vědomí včel.Je nebojácná,vytrvalá.
Umí použít Pohled díky kterému hodně lidí pochopí že proti ní se bojovat nedá.Vstupuje do vědomí zvířat. Umí použít Hlavologii. Po dlouhá léta do ní byl zamilován arcikancléř Vzoromil Výsměšek. Její postavení mezi čarodějkami je " vůdkyně " (čarodějky ale žádnou ve skutečnosti nemají). Její společnicí a přítelkyní je  Stařenka(Gyta)
Oggová a dočasně i Magráta Česneková, která se ale provdala za Verence II. Teď jejich třetí společnicí je Anežka Nulíčková.

## Bruta
Bruta je hlavní hrdina knihy Malí bohové, jehož zásadní význam pro omniánské náboženství se projevuje v několika dalších knihách této série.
Pod Brutovým vedením se z původně velice ortodoxní a nesnášenlivé omnijské církve stala církev plná tolerance a porozumění pro teologické odchylky a úchylky. To vedlo ke dvěma důsledkům:
- k rozpadu církve do obrovského počtu nejrůznějších skupin a sekt
- k velkému rozmachu misionářské činnosti, která na rozdíl od minulosti nebyla nadále realizována „ohněm a mečem“, ale výhradně slovem - evangelizační činností

T. Pratchett v obou případech paroduje existující náboženské skupiny - v prvním případě baptisty, ve druhém Svědky Jehovovy.

### Zmínky v dalších knihách
Přímo zmiňován je Bruta v knize Carpe Jugulum, mezi jejíž postavy patří omniánský kněz Ovísek. Fakt, že se tento misionář dostal z Omnie až „na druhý konec Zeměplochy“ do zapadlého Lancre svědčí o tom, jak velký vliv Brutovy myšlenky měly.
Nepřímo se Bruta projevuje například v postavě policisty Postihnouta (plným jménem „Postihnout-hříšné-vysvětlující-brožurkou“), který ve volném čase šíří v ulicích Ankh-Morporku Omovu víru přesně ve stylu dnešních Svědků Jehovových. (Vizte knihy o Zeměploše z řady o ankh-morporkské Noční hlídce.)

## Dorfl
Dorfl je golem. Má jednu nohu kratší a tak je jeho chůze kolébavá. Nenosí žádné oblečení jako většina golemů, protože nemá ostatně co skrývat. Jako jediný golem v Ankh-Morporku mluví (jiní golemové musejí psát na hliněné destičky). Při jeho novém oživení mu byl stvořen i jazyk.
Postava Dorfla se poprvé objevuje v knize Nohy z jílu - v době děje této knihy pracuje jako „golem pro všecko“ na jatkách. Zároveň je jednou z vůdčích postav hnutí ankh-morporkských golemů, které usiluje o osvobození z otrocké práce pro lidi. Za tímto účelem si golemové sestaví svého krále, který ale díky příliš mnoha příkazům vloženým do hlavy (jako šém) zešílí, a začne zabíjet lidi.
Dorfl je vylosován, aby šel na stanici Městské hlídky a vzal na sebe vinu za vraždy. V závěru knihy Dorfl svede boj s vraždícím králem, při kterém je zničen. Velitel Hlídky Samuel Elánius jej nechá znovu vytvořit a přijme jej jako policistu, který ale již nepracuje jako otrok na základě příkazů vložených do hlavy, ale za plat a ze svobodné vůle. Za svůj plat pomalu kupuje další golemy, aby jim mohl dát také volnost, a později s nimi zakládá Společnost.
V následujících knihách řady o Městské hlídce je Dorfl vedlejší postavou policisty. Navíc se díky nově nabyté svobodné vůli stává ateistou - jediným keramickým (a tedy nezranitelným pomocí blesku) ateistou na Zeměploše, což velice rozčiluje zeměplošské bohy.

## Dvoukvítek
Dvoukvítek přijíždí z Agateánské říše na Vyvažovacím kontinentu, kde pracuje jako pojišťovací agent, a je prvním zeměplošským turistou.
Jeho příhody začínají příjezdem do dvojměstí Ankh-Morpork, kde potkává nedostudovaného mága Mrakoplaše, kterého si najme jako průvodce. V prvních dvou knihách ho následuje Zavazadlo, magický kufr pohybující se na stovkách malých nožiček.
Dvoukvítek je optimistický, ale naivní turista. Často je v nebezpečí, ale pevně věří tomu, že se mu nemůže nic stát. Také věří, že všechny problémy se dají vyřešit rozumnou domluvou. Mrakoplaš je díky tomu přesvědčen, že IQ Dvoukvítka se stěží vyrovná holubovi. Mrakoplaš také tvrdí, že se Dvoukvítek nedívá na svět růžovými brýlemi, on má totiž celý mozek růžový.
Nakonec se stává Velkovezírem císaře Agateánské říše Cohena. Není známo, jestli si po Cohenově zmizení tuto práci drží stále.
Dvoukvítek se objevuje v těchto knihách:
- Barva kouzel
- Lehké fantastično
- Zajímavé časy

Ve filmovém zpracování Barva kouzel jej hraje Sean Astin.
Dvoukvítek se také objevuje v počítačové hře Nethack jako zadavatel úkolu pro povolání turisty.

## Fred Tračník
Desátník, později seržant Alfréd Tračník (většinou zkracováno na Fred Tračník, v originále Fred Colon) je služebně nejstarší člen Ankh-Morporské městské hlídky. Tračník je seržantem a tato funkce mu vyhovuje, protože je „seržantem od přírody“. Nechce být dále povyšován.
K tomu přesto dojde v knize Pátý elefant, kdy je přechodně jmenován velitelem hlídky jako „zastupující kapitán“. Taktéž vede a reprezentuje dopravní oddělení policie.
Je člověk neambiciózní, chatrně vzdělaný, obdařený opatrností, která hraničí se zbabělostí. Většinou dělá všechny ty nezáživné práce, které udržují věci v chodu, pracuje v kanceláři, nebo hlídá Mosazný most (myslí si, že jednou se přece jen někdo pokusí most ukrást, a stále čeká na to, až ho bude moci usvědčit). Je ženatý a má syna. S ženou má hezký a klidný vztah a to hlavně díky tomu, že se prakticky nevídají a nechávají si vzkazy na lístcích. Před kariérou v městské hlídce údajně sloužil nějakou dobu v armádě. Není známo, kdy do hlídky vstoupil, nicméně v době, kdy k ní nastoupil Samuel Elánius (v románu Noční hlídka) již byl v hlídce s hodností desátníka. Poprvé se objevuje v románu Stráže! Stráže! a následně vystupuje ve všech románech, v nichž se objevuje Městská hlídka.
Uvažoval o tom, že odejde do penze a zařídí si svou vlastní farmu. Avšak poté, co ho málem udupal rozzuřený býk, poněkud změnil názor a rozhodl se zůstat v hlídce (pravděpodobně doživotně), jako většina ostatních policistů. Dokáže být velmi užitečný, umí vypracovat seznam služeb a dohlížet na penzijní fond. Každá organizace má, nebo potřebuje svého Freda Tračníka.

## Gaspoda
Gaspoda je pes, žijící v Ankh-Morporku.
Gaspoda je obyčejný městský voříšek, neurčité rasy, jimiž se hemží každá obec. Jako malé štěně jej někdo hodil v pytli s cihlou do řeky, ale byla to řekla Ankh, takže z ní mohl vyjít a za nějakou dobu se z pytle prodrat. Ale nedá se tak úplně tvrdit, že by to jeho situaci vylepšilo. Dnes jej nesou křivé nohy a jeho srst je pokryta černými a bílými fleky, celkovým vzhledem a hlavně zápachem připomíná mokrou záchodovou předložku. Je považován za desátníka Nobyho Nóblhócha psího světa.
Ale Gaspoda má jednu vzácnost – kromě smradu má i schopnost mluvit lidskou řečí. To díky náhodnému zvýšení inteligence v důsledku prosakování přebytečné magie z Neviditelné univerzity. Často svého hlasu také zneužívá, protože každý přece ví, že „Psi přece nemluví.“ a tak jednou z jeho oblíbených vět je „Dej pejskovi suchar“ a při tom vrtí pahýlkem ocasu, nebo „Haf!“ doprovázené upřeným a nevinným pohledem. Protestuje také proti tristnímu vztahu obyvatel města a pouličním psům, je aktérem mnoha dobrodružství a objevuje se v několika knihách, např. Muži ve zbrani, Pohyblivé obrázky, Pátý elefant, Pravda. Rád následuje kohokoliv, kdo mu je ochoten podrbat kožich a dát mu najíst. Pyšní se tím, že dokáže do vzdálenosti mnoha metrů vyčuchat chcíplou krysu a ze svého stanoviště poznat, jakou má barvu.
Je pojmenován po slavném Gaspodovi, starém psu, který měl pána též žijícího v Ankh-Morporku. Když byl muž pohřben, poté co zemřel, ležel pes několik týdnů u hrobu svého pána. Skučel a vrčel na každého, kdo se jen přiblížil do té doby, než sám zemřel. Tento čin byl považován za ukázku pravé psí oddanosti a věrnosti do té doby, než se zjistilo, že měl ocas přiskříplý pod náhrobním kamenem.
V knize Pohyblivé obrázky je jednou z hlavních postav. Pomáhá hlavním lidským hrdinům knihy poznat skutečnou podstatu Holy Woodu a vystupuje zde jako inteligentní a odvážný bojovník proti Věcem z Podzemních rozměrů. Přesto je však stále ve stínu krásného, ale přitroublého filmového hrdiny, psa Laddieho.

## Havelock Vetinari
Jeho lordstvo Havelock Vetinari, je Patricij, diktátor v Ankh-Morporku. Vystudoval v cechu vrahů.

## Igor
Igor je jméno více postav. Igorové jsou sluhové, většinou upírů, vlkodlaků nebo šílených vědců. Vyznačují se huhlavou mluvou, kulhavou chůzí a především tím, že si často vyměňují různé tělní části s jinými Igory a s jejich pomocí se zašívají a spravují, neboť vyznávají teorii, že mozek, játra či plíce jsou moc dobré orgány na to, než aby se rozpadly v prach.
Snad každý Igor má nějakou část ze svého bratra, otce, strýce nebo jiného příbuzného. Nejlepší orgány se dědí u Igorů z generace na generaci. I proto u nich úsloví: „Má oči po tatínkovi.“ dostává úplně nový smysl.
Jsou experti při práci s jehlou a nití, například při chirurgii. V Pátém elefantu však dokáže velmi rychle ušít dokonce večerní oblek na Navážku, což vyžadovalo jistě nemalou dávku umu a odhodlání.
V mnoha komunitách jsou velmi oblíbení, protože nezištně pomáhají zraněným. Dokážou například přišít useknutou končetinu nebo transplantovat orgány.
Igorové jsou svým pánům jako sluhové naprosto oddáni. Ovšem jen do chvíle, než se přiblíží dav vesničanů se zapálenými loučemi a naostřenými kolíky. 

Průvodce po Zeměploše rozeznává celkem šest Igorů:
1. Igor ve službách hraběte de Strakupíra (Carpe Jugulum),
2. Igor ve službách Jeremiáše Tikala (Zloděj času),
3. Igor z velvyslanectví,
4. Igor ve službách lady Margolotty,
5. Igor ve službách rodiny von Überwald (všichni Pátý elefant),
6. Igor, který je zaměstnán jako „soudní lékař“ Městské hlídky (Pátý elefant, Pravda, Noční hlídka, Buch!).

Po vydání Průvodce se ale objevili ještě další tři Igorové:
1. Igor ve službách pana Pozlátka v románu Zaslaná pošta
2. Igor z banky v románu Nadělat prachy.
3. Igorína v Borogravské armádě v románu Podivný regiment.

Zdá se tedy, že v celém cyklu vystupuje celkem devět Igorů. Několik dalších je jich zmiňováno, aniž by se v ději objevili, Igoři totiž často hovoří o svých příbuzných.
V románech Nohy z jílu, Otec prasátek a Buch! se vyskytuje ještě jeden Igor, barman v hostinci Na márách, který se specializuje na nemrtvou či jinak neobvyklou klientelu. Ten však není Igorem v „biologickém“ slova smyslu, jen se tak prostě jmenuje.

## Karotka
Karotka Rudykopalsson je postava kapitána Ankh-Morporkské městské hlídky. Byl vychován trpaslíky poté, kdy byl nalezen jako malé dítě u těl svých mrtvých rodičů, kteří byli zabiti během přepadení. Jakožto člověk začal svým trpasličím adoptivním rodičům brzy přerůstat přes hlavu, a tak byl na prahu dospělosti poslán do města Ankh-Morporku, aby se pokusil získat práci u tamější policejní hlídky. Je právoplatným dědicem Ankh-Morpoského trůnu, což dokazuje nejen mateřské znamínko, ve tvaru koruny a jeho starobylý meč, ale i záznamy, které se ovšem někam jaksi ztratily.
Karotka je přímý a nekomplikovaný mladý muž, což může mnohé vést k (velmi nesprávnému) názoru, že bude lehké si s ním poradit. V jeho případě ovšem jednoduchý neznamená hloupý. Je skálopevně přesvědčen, že v každém tvorovi se skrývá něco dobrého. Svou povahou a osobností dokáže okouzlit téměř všechny postavy, s kterými se setkává, a přivádět k lehkému šílenství svou přítelkyni Anguu von Überwald. Vždy stojí pevně na straně velitele městské policejní hlídky, Samuela Elánia a ve většině knih vystupuje ve funkci jeho zástupce. Jako každý jiný trpaslík i Karotka se vyhýbá přímé lži a absolutně nechápe ironii a metafory.
Jeho meč je sice dokonale nemagický, ale také dokonale ostrý.
Jeho zhruba dvoumetrová postava je obdařena mohutnými rameny a neuvěřitelnou silou. Je to jeden z mála lidí, jehož pěsti respektují i trollové (dokázal knockoutovat Navážku v době, kdy pracoval u v hospodě U Zašitého bubnu).
Velitel Elánius charakterizuje Karotku takto: „Kdybys byl kostka, vždycky bys padal šestkou nahoru.“ (v knize „Pátý Elefant“, s. 439, vydavatelství Talpress 2001)

## Knihovník
Knihovník je zaměstnanec Neviditelné Univerzity.
Při jisté magické nehodě, která je popsána v knize Lehké fantastično, se změnil v orangutana a rozhodně netouží po změně zpátky na člověka. Jako orangutan má větší sílu, lépe se mu manipuluje s knihami v knihovně, hlavně ve vyšších policích a nemusí se starat o tolik věcí jako člověk. Též jeho podoba budí větší respekt, obzvláště, pokud obnaží celou řadu svých zubů.
Knihovník úzkostlivě tají své skutečné jméno, které používal před proměnou v orangutana z obavy, že bude proměněn zpět na člověka; dokonce kvůli tomu zakryl i stopy v univerzitních archivech. V knize Výtvarné umění Zeměplochy je však uvedeno, že se jmenuje Horác Paklobúk.
Jeho nejčastěji (a téměř výhradně) používané slovo je Ook, občas i Eek. Nesnáší lidi, kteří ho nazývají 'opice' nebo 'opička', toto oslovení považuje za velkou urážku a reaguje na něj agresivně. Také nemá rád, když mu někdo říká chlapče. Správné oslovení je Lidoop nebo Knihovník. Jeho nejbližším přítelem a pomocníkem je Mrakoplaš.
Pustakawan je indonéský výraz pro knihovníka a jméno geneticky cenného samečka orangutana sumaterského narozeného 17.11.2020 v pražské zoologické zahradě. Toto jméno je poctou slavnému zeměplošskému zaměstnanci Neviditelné univerzity a také odkazu autora Terryho Pratchetta, který se aktivně angažoval v ochraně kriticky ohrožených pozemských orangutanů.

### Ook
Ook (nebo Oook) je knihovníkovo oblíbené a prakticky jediné používané slovo. Občas, pokud je knihovník vystresován, používá i vřeštivé eek.
Ook může znamenat naprosto cokoliv a obvykle je potřeba význam zčásti uhodnout z kontextu, intonace, mimiky a gestikulování knihovníka. Takže Ook-ook může být dlouhá řeč, rázné zamítnutí, nebo i výkřik radosti.
Podle slovníku sestavovaného samotným knihovníkem mezi významy slova patří například:
- Ook. Promiňte, ale to jsou moje gumové kruhy, kde visíte.
- Ook. Ach, promiňte, nevěděl jsem, že v této skupině byl dominantní samec.
- Ook. Půjdu a sednu si velmi tiše támhle, ano?
- Ook. Jste mimo váš strom. Tohle je můj strom.
- Ook. Ano.
- Ook. Ne.
- Ook. Banán.
- Ook. Pro vás to může být zdravá okysličující biomasa, ale pro mě je to domov.
- Ook. Neviděli jste tu před chvílí někde deštný prales?
- Ook. Je to jako řízek, ale s veverkami!

Také knihovníkův nejoblíbenější recept zní:„Ook“,nebo pro ty, kdož nerozumějí lidoopštině: „Vezměte (si) jeden banán.“

## Kolík A.S.P.
Kolík Aťsepicnu (Cut-Me-Own-Throat Dibbler) je pouliční prodavač. Nejčastěji prodává občerstvení, především uzenky a párky, vyrobené ze surovin, o kterých je lepší asi nevědět. Občas se snaží prodávat i jiné věci a upřímně řečeno, příliš mu to nejde. Jak trefně poznamenal autor, jeho jogurt je jako živý a je potřeba ho klepnout lžičkou, aby nevylezl z kelímku. Pouze pár lidí si koupilo jeho uzenku ještě podruhé.
Největší slávy se Kolík A.S.P. dožívá v knize Pohyblivé obrázky, kde se stává slavným filmovým producentem s milionovými příjmy. Po pádu slavného Holy Woodu se však znovu dostává do finanční tísně a navíc před branami Ankh-Morporku čeká stádo 1 000 slonů, které si dal ve svém velikášství objednat, ale co teď s nimi???…
V téměř každém jiném městě mimo Ankh-Morporku se vyskytuje pravděpodobně vzdálený příbuzný Kolíka Aťsepicnu se stejnými vlastnostmi a obchodnickými schopnostmi a místně příslušným podobným jménem.

## Krysí Smrť
Krysí Smrť (Death of Rats) je maličká krysí kostřička v kápi s kosou, ekvivalent lidského Smrtě. Moc toho nenamluví, veškerým jeho slovníkem je KVÍK a HŇ. Poprvé se objevuje v Sekáčovi, velkou roli má i ve Zloději Času, Otci Prasátek a Těžkém Melodičnu.
Krysí Smrť je asi osmnáct centimetrů vysoký, nosí černočerné rouško a v jedné kostnaté, drápkaté tlapce svírá malou kosičku. Z rozměrné kápě jeho rouška vyčuhuje jako kost bílý čenich s bílými vousky.
Přiřazuje se mu vyřčení výroku „Nemusíš věřit v reinkarnaci, stačí když reinkarnace věří v tebe.“
Jeho starostí nejsou jen krysy, ale i myši, tarbíci a morčata. Když je lidský Smrť příliš zaměstnaný, dostane se i ke krysám lidským.
„Ožil“ v období, kdy Smrť nezastával svůj úřad. V této době vznikli i další dílčí Smrťové pro jednotlivé živé druhy, například Smrť jepic, plující v temném proudu a porostlý černými šupinami, Smrť stromů, jehož podstatou byl jen zvuk („sek-sek-sek“), nebo temný a prázdný krunýř, pohybující se nad pískem pouště – Smrť želv. Když se Smrť opět vrátil ke své práci a povolal k sobě zpět všechny menší Smrtě, krysí Smrť se volání ubránil, pevně se drže příhodně umístěného trámku. Když se na konci Sekáče Smrť setká znovu s krysím Smrtěm, nechá ho „žít“ samostatně; spolu s malinkým bleším Smrtěm, stojícím v rozpacích na drobné dlani Smrtě krysího.

## Vidojje Grassel
Vidojje Grassel je slavný malíř Zeměplochy, který namaloval slavný obraz Bitva v Koumském údolí. Trpěl představou, že je kuře; dokonce si někdy nechával sám sobě lístečky s nápisem: „Nejsi kuře!“ Krátce po namalování obrazu zemřel. Říká se, že na obraze je skryto tajemství bitvy v Koumském údolí, kde trpaslíci napadli trolly nebo naopak… Grassel vystupuje v knížce Buch!

## Další postavy
| České jméno                                           | Originální jméno                                           | Popis |
| ----------------------------------------------------- | ---------------------------------------------------------- | --- |
| A. E. Pesimysl                                        | A.E. Pessimal                                              | člověk, svobodník Ankh-Morporské Městské hlídky, bývalý inspektor ve službách města, který se i přes svoji droboučkou postavu nebál napadnout trolla svými zuby. Poprvé se vyskytuje v knize Buch! |
| Břízolit Šprudlák                                     | Ezrolith Churn                                             | člověk, mág |
| Ďábelský guláš                                        | Dangerous Beans                                            | krysí vůdce |
| Děkan                                                 | The Dean                                                   | člověk, velmi tlustý mág (jako všichni mágové), děkan Neviditelné univerzity |
| Diákon Vorbis                                         | Deacon Vorbis                                              | člověk, Omniec, šéf kvizice |
| Dobračka Sejkonopná                                   | Goodie Whemper                                             | člověk, čarodějka |
| Dobroděj Koláček                                      | Benado Sconner                                             | člověk, mág |
| doktor Bělobrad                                       | Dr Whiteface                                               | člověk, představený cechu šašků |
| doktor Kruxminor                                      | Dr Cruces                                                  | člověk, (bývalý) představený cechu vrahů |
| Erik Čtvrtečka                                        | Eric Thursley                                              | člověk, démonolog |
| Eskarína (Esk) Kovářová                               | Eskarina (Esk) Smith                                       | člověk, první (známý) mág - žena |
| Jonatán Ča-snač-aj                                    | Jonathan Te-at-ime                                         | člověk, vrah, zahyne rukou Smrťovy vnučky Zuzany, je velmi háklivý na špatné vyslovování svého jména                                                                                               |
| Jakub Kobliha                                         | Doughnut Jimmy                                             | člověk, veterinář |
| Kosopád                                               | Mr. Slant                                                  | zombie, představený cechu právníků |
| Kvestor A. A. Hřmotvůkol                              | The Bursar A.A. Dinwiddie                                  | člověk, kvestor na Neviditelné univerzitě a tak trochu blázen, závislý na pilulkách ze sušených žab                                                                                                |
| Lektor Zaniklých run                                  | Lecturer in Recent Runes                                   | člověk, mág, jeden z vyučujících profesorů Neviditelné univerzity |
| Leonardo da Quirm                                     | Leonard of Quirm                                           | člověk, geniální vynálezce, momentálně pod ochranou patricije lorda Vetinariho |
| Lord Odkraglli                                        | Lord Downey                                                | člověk, představený cechu vrahů |
| Lu-Tze                                                | Lu-Tze                                                     | člověk, metař v chrámu mnichů historie, velmi dobrý operativec |
| Magráta Česneková                                     | Magrat Garlick                                             | člověk, čarodějka, královna Lancre |
| Mikuláš ze Slova                                      | William De Worde                                           | člověk aristokratického původu, první Ankh-Morporkský novinář a vydavatel Ankh-Morporské Komety |
| Mortimer Stohelitský                                  | Mort                                                       | člověk, jeden čas učedník Smrtě, později vévoda ze Sto Helit, otec Zuzany Stohelitské |
| Mrakoplaš                                             | Rincewind                                                  | člověk, nedostudovaný mág |
| Navážka                                               | Detritus                                                   | troll, seržant Ankh-Morporské Městské hlídky |
| C.W.Sv. J.Nóblhóch                                    | C.W.St J Noby Nobbs                                        | patrně člověk, desátník Ankh-Morporské Městské hlídky |
| Ostrúhel                                              | Cutangle                                                   | člověk, mág |
| Otto Schrecklich                                      | Otto Chriek                                                | upír, nositel černé stuhy, fotograf Ankh-Morporské Komety |
| Pleskot Řiťka                                         | Cheery Littlebottom                                        | trpaslice, seržantka Ankh-Morporské Městské hlídky |
| Postihnout-hříšné-vysvětlující-brožurkou alias Myčák  | Visit-the-Infidel-with-Explanatory-Pamphlets alias Washpot | člověk, pravověrný omnijec neúnavně šířící tamní víru prostřednictvím brožurek a letáků, strážník Ankh-Morporské Městské hlídky                                                                    |
| Reginald Půlbotka                                     | Reg Shoe                                                   | zombie, zakladatel Klubu nového začátku a později strážník Ankh-Morporské Městské hlídky |
| Rozšafín Ctibum (dřívější překlad: Mudromil Oberkost) | Ponder Stibbons                                            | člověk, mág, vedoucí katedry Nedoporučeně aplikované magie a prorektor Neviditelné univerzity |
| Rufus Važuzel                                         | Rufus Drumknott                                            | člověk, sekretář lorda Vetinariho |
| Rumpál Žička                                          | Windle Poons                                               | člověk, mág |
| Sacharóza Rezámková                                   | Sacharissa Cripslock                                       | první redaktorka Ankh-Morporské Komety |
| Sallacia Sally von Herbatch                           | Salacia „Sally“ von Humpeding                              | upír, nositelka černé stuhy, svobodník Ankh-Morporské Městské hlídky |
| Samuel Elánius                                        | Samuel Vimes                                               | člověk, vévoda Ankhský, velitel Ankh-Morporské Městské hlídky |
| Sibyla Berankinová                                    | Sibyla Ramkin                                              | člověk, aristokrat, manželka Samuela Elánia |
| Silver                                                | Greebo                                                     | kocour stařenky Oggové |
| Smrť                                                  | Death                                                      | antropomorfní personifikace |
| Starý Smrďa Rum                                       | Foul Ole Ron                                               | člověk, žebrák |
| Stařenka (Gyta) Oggová                                | Nanny (Gytha) Ogg                                          | člověk, čarodějka z hor Beraní hlavy |
| Truhlík                                               | Binky                                                      | Smrťův kůň |
| pan Tulipán                                           | Tulip, Mr.                                                 | člověk, nájemný vrah, společník pana Zichrhajce |
| Ty Mrcha                                              | You Bastard                                                | velbloud, největší matematik Zeměplochy |
| Tonička Bolavá                                        | Tiffany Aching                                             | člověk, čarodějka z Křídy |
| Viktor Grýnbaum                                       | Victor Tugelbend                                           | člověk, filmový hrdina v knize Pohyblivé obrázky nedostudovaný mág |
| Vlahoš von Rosret                                     | Moist von Lipwig                                           | člověk, podvodník a muž mnoha řemesel, vrchní poštmistr Ankh-Morporské královské pošty |
| Vzoromil Výsměšek                                     | Mustrum Ridcully                                           | člověk, mág, arcikancléř Neviditelné univerzity |
| Ysabell                                               | Ysabell                                                    | člověk, adoptivní dcera Smrtě, matka Zuzany Stohelitské |
| Zatracený Hlupec Johnson                              | Bloody Stupid Johnson                                      | člověk, bláznivý architekt a vynálezce |
| Zavazadlo                                             | Luggage                                                    | cestovní truhla vyrobená ze dřeva Myslícího hruškovníku |
| pan Zichrhajc                                         | Pin, Mr.                                                   | člověk, nájemný vrah, společník pana Tulipána |
| Zuzana Stohelitská                                    | Susan Sto Helit                                            | člověk, dcera Ysabell a Morta, vnučka Smrtě |